# Dendrophryniscus
Dendrophryniscus is een geslacht van kikkers uit de familie padden (Bufonidae). De groep werd voor het eerst wetenschappelijk beschreven door Jiménez de la Espada in 1871.
Er zijn tien verschillende soorten, inclusief de pas in 2012 wetenschappelijk beschreven soort Dendrophryniscus skuki. Van alle soorten zijn er twee in 2010 voor het eerst beschreven. In de literatuur wijkt het soortenaantal hierdoor af.
Alle soorten leven in de Atlantische kustbossen van Zuid-Amerika en komen endemisch voor in Brazilië.

## Soorten
Geslacht Dendrophryniscus
- Soort Dendrophryniscus berthalutzae
- Soort Dendrophryniscus brevipollicatus
- Soort Dendrophryniscus carvalhoi
- Soort Dendrophryniscus krausei
- Soort Dendrophryniscus leucomystax
- Soort Dendrophryniscus oreites
- Soort Dendrophryniscus organensis
- Soort Dendrophyniscus proboscideus
- Soort Dendrophryniscus skuki
- Soort Dendrophryniscus stawiarskyi

Adenomus · 
Altiphrynoides · 
Amazophrynella · 
Anaxyrus · 
Ansonia · 
Atelopus · 
Barbarophryne · 
Blythophryne · 
Bufo · 
Bufoides · 
Bufotes · 
Capensibufo · 
Churamiti · 
Dendrophryniscus · 
Didynamipus · 
Duttaphrynus · 
Epidalea · 
Frostius · 
Ghatophryne · 
Incilius · 
Ingerophrynus · 
Laurentophryne · 
Leptophryne · 
Melanophryniscus · 
Mertensophryne · 
Metaphryniscus · 
Nannophryne · 
Nectophryne · 
Nectophrynoides · 
Nimbaphrynoides · 
Oreophrynella · 
Osornophryne · 
Parapelophryne · 
Pedostibes · 
Pelophryne · 
Peltophryne · 
Phrynoidis · 
Poyntonophrynus · 
Pseudobufo · 
Rentapia · 
Rhaebo · 
Rhinella · 
Sabahphrynus · 
Schismaderma · 
Sclerophrys · 
Strauchbufo · 
Truebella · 
Vandijkophrynus · 
Werneria · 
Wolterstorffina · 
Xanthophryne